# Miss Tchéquie

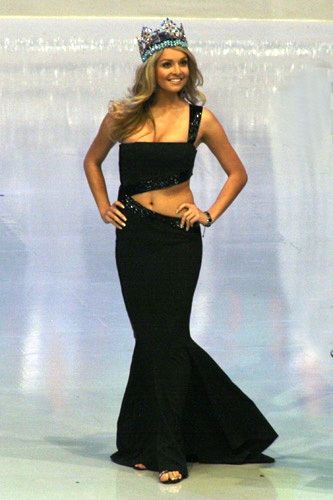
Taťána Kuchařová, Miss République tchèque représente son pays à Miss Monde 2006

Miss République tchèque est l'élue d'un concours de beauté annuel, diffusé à la télévision tchèque. La finale a traditionnellement lieu en avril, et est retransmise sur TV Nova.

## L'histoire
Ce concours a connu quelques représentations lors de la Tchécoslovaquie communiste. Il devient régulier à partir de la révolution de velours et désigne quatre Miss Tchécoslovaquie (1989 Ivana Christová, 1990 Renáta Gorecká, 1991 Michaela Maláčová, 1992 Pavlína Baburková). En 1993, la gagnante est Miss des républiques tchèque et slovaque. Depuis, les finalistes ne représentent plus que la seule République tchèque.
La Miss gagne traditionnellement la location d'un appartement à Prague, une voiture, des bijoux, des produits de cosmétique ...
Le président du concours est Miloš Zapletal.

## Les Miss

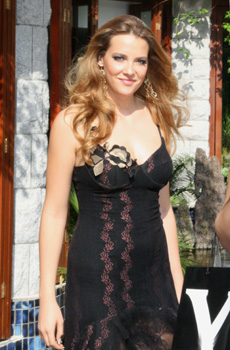
Kateřina Sokolová, Miss République tchèque 2007

- 1993 : Silvia Lakatosova, Miss des républiques tchèque et slovaque, élue à Karlovy Vary.
- 1994 : Eva Kotulánová, élue à Brno.
- 1995 : Monika Žídková, élue à Karlovy Vary.
- 1996 : Petra Minářová, élue à Plzeň.
- 1997 : Terezie Dobrovolná, élue à Plzeň.
- 1998 : Kateřina Stočesová, élue à Ostrava.
- 1999 : Helena Houdová,  élue à Karlovy Vary.
- 2000 : Michaela Salačová,  élue à Karlovy Vary.
- 2001 : Diana Kobzanová,  élue à Karlovy Vary, déchue et remplacée par Andrea Fišerová
- 2002 : Kateřina Průšová, élue à Brno.
- 2003 : Lucie Váchová, élue à Brno.
- 2004 : Jana Doleželová,  élue à Karlovy Vary.
- 2005 : Lucie Králová,  élue à Karlovy Vary.
- 2006 : Taťána Kuchařová,  élue à Karlovy Vary.
- 2007 : Kateřina Sokolová,  élue à Karlovy Vary.

## Quelques polémiques
Diana Kobzanová a perdu son titre de Miss République tchèque 2001 à cause de la publication de photographies érotiques dans le magazine LEO. Son titre a donc été officiellement donné à la première ViceMiss :  Andrea Fišerová.